# قرارات مجلس الأمن التابع للأمم المتحدة المنقوضة بشأن سوريا
هذه قائمة بقرارات مجلس الأمن التابع للأمم المتحدة المنقوضة فيما يتعلق بالحرب الأهلية السورية.
| تاريخ          | المسودة | واضعوا القرار | الأعضاء المستخدمين لحق النقض | تفسيرات استخدام حق النقض |
| -------------- | --- | --- | ---------------------------- | --- |
| 10 أبريل 2018  | S/2018/321 | ألبانيا وأستراليا وبلغاريا وكندا والدنمارك وإستونيا وفنلندا وفرنسا وألمانيا وإيطاليا ولاتفيا وليتوانيا والجبل الأسود وهولندا والنرويج وبيرو وبولندا وقطر ومولدوفا وسلوفينيا والسويد وجمهورية مقدونيا اليوغوسلافية السابقة وتركيا وأوكرانيا والمملكة المتحدة لبريطانيا العظمى وأيرلندا الشمالية والولايات المتحدة الأمريكية | روسيا                        | |
| 17 نوفمبر 2017 | S/2017/970 | اليابان | روسيا                        | |
| 16 نوفمبر 2017 | S/2017/962 | فرنسا وإيطاليا واليابان والسويد وأوكرانيا والمملكة المتحدة لبريطانيا العظمى وأيرلندا الشمالية والولايات المتحدة الأمريكية | روسيا                        | |
| 24 أكتوبر 2017 | S/2017/884 | ألبانيا وأستراليا والنمسا وبلجيكا وبلغاريا وكندا وكرواتيا وقبرص وتشيكيا والدنمارك وإستونيا وفنلندا وفرنسا وألمانيا واليونان والمجر وآيسلندا وأيرلندا وإسرائيل وإيطاليا واليابان ولاتفيا وليختنشتاين وليتوانيا ولوكسمبورغ ومالطا والجبل الأسود وهولندا والنرويج وبولندا والبرتغال وقطر وجمهورية كوريا ورومانيا وسلوفاكيا وسلوفينيا وإسبانيا وتركيا وأوكرانيا والمملكة المتحدة لبريطانيا العظمى وأيرلندا الشمالية والولايات المتحدة الأمريكية | روسيا                        | |
| 12 أبريل 2017  | S/2017/315 | فرنسا والمملكة المتحدة لبريطانيا العظمى وأيرلندا الشمالية والولايات المتحدة الأمريكية | روسيا                        | - نائب مبعوث الاتحاد الروسي إلى مجلس الأمن، فلاديمير سافرونكوف: تتمثل المشكلة الرئيسية في أن مشروع القرار الصادر عن الثلاثي يحدد الطرف المذنب قبل إجراء تحقيق مستقل وموضوعي. |
| 28 فبراير 2017 | S/2017/172 | ألبانيا وأستراليا والنمسا وبلجيكا وبلغاريا وكندا وكرواتيا وقبرص وتشيكيا والدنمارك وإستونيا وفنلندا وفرنسا وألمانيا واليونان وآيسلندا وأيرلندا وإسرائيل وإيطاليا اليابان ولاتفيا وليختنشتاين وليتوانيا ولوكسمبورغ ومالطا والجبل الأسود وهولندا ونيوزيلندا والنرويج وبولندا والبرتغال وقطر ورومانيا والمملكة العربية السعودية وسلوفاكيا وإسبانيا والسويد وتركيا وأوكرانيا والإمارات العربية المتحدة ووالمملكة المتحدة لبريطانيا العظمى وأيرلندا الشمالية والولايات المتحدة الأمريكية | الصين، روسيا                 | |
| 5 ديسمبر 2016  | S/2016/1026 | مصر ونيوزيلندا وإسبانيا | الصين، روسيا                 | |
| 8 أكتوبر 2016  | S/2016/846 | أندورا وأستراليا والنمسا وبلجيكا وبلغاريا وكندا وكوستاريكا وكرواتيا وقبرص وجمهورية التشيك والدنمارك وإستونيا وفنلندا وفرنسا وجورجيا وألمانيا واليونان والمجر وآيسلندا وأيرلندا وإيطاليا ولاتفيا ولوكسمبورغ ومالطا والمكسيك وموناكو والمغرب وهولندا والنرويج وبولندا والبرتغال وقطر ورومانيا وسان مارينو والمملكة العربية السعودية والسنغال وسلوفاكيا وسلوفينيا وإسبانيا والسويد وتركيا وأوكرانيا ووالإمارات العربية المتحدة ووالمملكة المتحدة لبريطانيا العظمى وأيرلندا الشمالية والولايات المتحدة الأمريكية | روسيا                        | - وزارة خارجية الاتحاد الروسي: نص الوثيقة، الذي تمت صياغته بوضوح بدعم من واشنطن مباشرة بعد رفض الولايات المتحدة الامتثال للاتفاقات الروسية الأمريكية بشأن التسوية السورية، يشوه الوضع الفعلي بشكل صارخ وكان له طابع مشحون سياسياً وغير متوازن. وقد ألقت الوثيقة التي اقترحتها فرنسا بشكل عشوائي اللوم على تصعيد التوترات في الجمهورية العربية السورية على سلطات البلاد وحدها، وحاولت ببساطة، من خلال حظر الرحلات الجوية العسكرية على مدينة حلب، توفير الحماية لمتمردي جبهة النصرة والمقاتلين الذين اندمجت معها، على الرغم من التزام الدول الأعضاء في الأمم المتحدة بمكافحة خطر الإرهاب بجميع الوسائل المتاحة وقد حجب مشروع القرار تماما حقيقة أن الأزمة الإنسانية في حلب قد أشعلت عمدا، عندما رفض المتشددون، في أغسطس وسبتمبر، توفير إمكانية الوصول إلى قوافل المساعدة الإنسانية، وهددوا بفتح النار عليها. وفي الوقت نفسه، تجاهلت الوثيقة الحاجة إلى الشروع الفوري في عملية سياسية بين الأطراف السورية، يقوم بتخريبها نفس أعضاء المعارضة السورية الذين يتلقون الدعم والتغطية من الغرب بكل وسيلة ممكنة. |
| 22 مايو 2014   | S/2014/348 - يؤكد من جديد إدانته الشديدة للانتهاكات الواسعة النطاق لحقوق الإنسان والقانون الإنساني الدولي من قبل السلطات السورية والميليشيات الموالية للحكومة، فضلاً عن انتهاكات حقوق الإنسان وانتهاكات القانون الإنساني الدولي من جانب الجماعات المسلحة غير التابعة للدولة. - إحالة الوضع في الجمهورية العربية السورية الوارد وصفه في الفقرة 1 أعلاه منذ مارس 2011 إلى المدعي العام للمحكمة الجنائية الدولية. | ألبانيا وأندورا وأستراليا وبلجيكا وبوتسوانا وبلغاريا وكندا وجمهورية أفريقيا الوسطى وتشيلي وكرواتيا وقبرص وجمهورية التشيك وجمهورية الكونغو الديمقرطية والدنمارك وإستونيا وفنلندا وفرنسا وجورجيا وألمانيا واليونان والمجر وآيسلندا وأيرلندا وإيطاليا وساحل العاج واليابان والأردن ولاتفيا وليبيا وليختنشتاين وليتوانيا ولوكسمبورغ ومقدونيا ومالطا وجزر مارشال والمكسيك ومولدوفا وموناكو والجبل الأسود وهولندا ونيوزيلندا والنرويج وبنما وبولندا والبرتغال وقطر ورومانيا وساموا وسان مارينو والسعودية والسنغال وصربيا وسيشل وسلوفاكيا وسلوفينيا وكوريا الجنوبية وإسبانيا والسويد وسويسرا وتركيا والإمارات العربية المتحدة وأوكرانيا والمملكة المتحدة والولايات المتحدة | الصين، روسيا                 | - وانغ مين (سفير فوق العادة ومفوض الصين لدى الأمم المتحدة): أي عمل يسعى إلى الإحالة إلى المحكمة الجنائية الدولية ينبغي أن يقوم على أساس احترام السيادة القضائية للدول ومبدأ التكامل. تاريخياً، كان للصين دائماً تحفظات حول إحالة حالات إلى المحكمة. على الرغم من أن الجهود المبذولة حالياً للتوصل إلى حل سياسي تعاني من صعوبات، يجب على المجتمع الدولي أن يظل صابراً. - فيتالي تشوركين (الممثل الدائم لروسيا لدى الأمم المتحدة): على الرغم من أن دوافع الوفود التي تؤيد مشروع القرار وعواطفهم مفهومة، كان من الصعب أن نفهم دافع فرنسا لأن الوفد كان يدرك تماما النتيجة النهائية لطرح مشروع النص. وحدة "الدائمين الخمسة" أثبتت من خلال نتائج إيجابية ملموسة مثل قرارات 2118 حول تدمير الأسلحة الكيميائية في سوريا، أو القرار 2139 المتعلق بالقضايا الإنسانية. "لماذا نوجه ضربة إلى الدائمين الخمسة في هذه القضية؟" [ |
| 19 يوليو 2012  | S/2012/538 - نشيد بموظفي مهمة الأمم المتحدة للمراقبة في سوريا (أنسميس) على جهودهم المستمرة في بيئة خطرة ومتفجرة. - وقف تحركات القوات نحو المراكز السكانية، واستخدام كافة الأسلحة الثقيلة في هذه المراكز. - يقرر أنه، إذا لم تمتثل السلطات السورية تماماً إلى الفقرة أعلاه في غضون عشرة أيام، إذن ينبغي فرض تدابير فوراً بموجب المادة 41 من ميثاق الأمم المتحدة (وقف جزئي أو كلي للعلاقات الاقتصادية والسكك الحديدية والبحرية والجوية، الراديو، البريدية، والبرقية، ووسائل الاتصال الأخرى، وقطع العلاقات الدبلوماسية). | فرنسا وألمانيا والبرتغال والمملكة المتحدة والولايات المتحدة | الصين، روسيا                 | - لي باودونغ (الممثل الدائم لجمهورية الصين الشعبية لدى الأمم المتحدة): كان مشروع القرار، مع ذلك، ذو نتائج عكسية، كما كان محتواه غير متكافئ حيث ضغط على طرف واحد فقط، والذي سوف يعرقل القضية من مسار التسوية السياسية ويقوض السلام والاستقرار الإقليميين. - فيتالي تشوركين (الممثل الدائم لروسيا لدى الأمم المتحدة): بدلاً من القيام بالتلميحات الخشنة ضد الاتحاد الروسي الذي قدم طوال الصراع الدعم الرئيسي لمهمة أنان، فقد صدرت اليوم عن هؤلاء الأعضاء "اعلانات مرفوضة". كان عليهم العمل ولو النزر اليسير لأجل دفع أطراف النزاع السوري إلى الحوار بدلاً من إذكاء لهيب النزاع، بما في ذلك الجماعات الإرهابية السورية، حيث أنهم وضعوا مصالحهم الجيوسياسية في المرتبة الأولى. |
| 4 فبراير 2012  | S/2012/77 - يؤيد خطة عمل جامعة الدول العربية في 2 نوفمبر 2011 وقرارها في 22 يناير 2012. - تطلب إلى الأمين العام أن يقدم تقريراً عن تنفيذ هذا القرار، بالتشاور مع جامعة الدول العربية، في غضون 21 يوماً بعد اعتماده. - يراجع تنفيذ هذا القرار في غضون 21 يوماً، وفي حالة عدم الامتثال، يتم النظر في تدابير أخرى. | البحرين وكولومبيا ومصر وفرنسا وألمانيا والأردن والكويت وليبيا والمغرب وعمان والبرتغال وقطر والسعودية وتوغو وتونس وتركيا والإمارات العربية المتحدة والمملكة المتحدة والولايات المتحدة | الصين، روسيا                 | - لي باودونغ (الممثل الدائم لجمهورية الصين الشعبية لدى الأمم المتحدة): يجب احترام سيادة البلاد، واستقلالها وسلامتها الإقليمية، وطالب باحترام الشعب السوري لعملية إصلاح تكون في مصلحته. - فيتالي تشكورين (الممثل الدائم لروسيا لدى الأمم المتحدة): مشروع القرار الذي أجهض اليوم سعى لإرسال رسالة "غير متوازنة" لسوريا، وهي لم تعكس بدقة الحالة هناك. لا يوجد اقتراح لوضع حد لهجمات الجماعات المسلحة، أو ارتباطها مع المتطرفين. |
| 4 أكتوبر 2011  | S/2011/612 - يدين الانتهاكات الجسيمة المستمرة والمنتظمة لحقوق الإنسان واستخدام القوة ضد المدنيين من قبل السلطات السورية، وتعرب عن عميق أسفها لوفاة آلاف الناس بمن فيهم النساء والأطفال. - يدعو جميع الدول توخي اليقظة وضبط النفس إزاء الإمداد المباشر أو غير المباشر، أو بيع أو نقل الأسلحة والأعتدة ذات الصلة من جميع الأنواع إلى سوريا، فضلاً عن التدريب التقني والموارد المالية أو الخدمات أو المشورة، أو غيرها من الخدمات أو المساعدة المتصلة بهذه الأسلحة والمواد المتصلة بها. - ويعرب عن اعتزامه مراجعة تنفيذ سوريا لهذا القرار في غضون 30 يوماً، والنظر في الخيارات الخاصة به، بما في ذلك تدابير بموجب المادة 41 من ميثاق الأمم المتحدة (وقف جزئي أو كلي للعلاقات الاقتصادية والسكك الحديدية والبحرية والجوية، الراديو، البريدية، والبرقية، ووسائل الاتصال الأخرى، وقطع العلاقات الدبلوماسية). | فرنسا وألمانيا والبرتغال والمملكة المتحدة | الصين، روسيا                 | - لي باودونغ (الممثل الدائم لجمهورية الصين الشعبية لدى الأمم المتحدة): ينبغي أن يشجع المجلس تلك الأهداف مع احترام سيادة سوريا وسلامتها الإقليمية. أي عمل تتخذه ينبغي أن يسهم في السلام والاستقرار والامتثال لمبادئ ميثاق الأمم المتحدة بعدم التدخل في الشؤون الداخلية. وقد ظل موقف بلاده بشأن تلك المبادئ متسقاً وثابتاً. - فيتالي تشوركين (الممثل الدائم لروسيا لدى الأمم المتحدة): لا يمكن للاتحاد الروسي أن يتفق مع لهجة الاتهام ضد دمشق، حسبما قال، ولا الإنذار بفرض عقوبات على التسوية السلمية للأزمة. مقترحات الاتحاد الروسي بشأن عدم مقبولية التدخل العسكري، بين أمور أخرى، لم تؤخذ في الاعتبار. |